# Diego Lenzi
Diego Lenzi (* 29. Mai 2001 in Bologna) ist ein italienischer Boxer im Superschwergewicht.

## Karriere
Lenzi begann im Alter von 16 Jahren mit dem Boxen und legte im Alter von 19 Jahren eine Pause vom Sport ein, zu dem er erst im Februar 2022 zurückkehrte. Noch im selben Jahr wurde er Italienischer Meister und startete bei der Weltmeisterschaft 2023 in Taschkent, wo er gegen den Kubaner Fernando Arzola ausschied. Bei den Europaspielen 2023 in Krakau siegte er gegen den Bosnier Juraj Soldo, ehe er gegen den Bulgaren Yordan Hernández unterlag.
2024 nahm er am 1. Olympiaqualifikationsturnier in Busto Arsizio teil und erkämpfte sich mit Siegen gegen Bakyt Toktosun aus Kirgistan, Ayoub Ghadfa aus Spanien und Danis Latypov aus Bahrain einen Startplatz bei den Olympischen Spielen 2024 in Paris. Dort gewann er im Achtelfinale gegen Joshua Edwards aus den USA, ehe er im Viertelfinale gegen den Deutschen Nelvie Tiafack ausschied und den 5. Platz erreichte.